# Hockeria argentigera
Hockeria argentigera is een vliesvleugelig insect uit de familie bronswespen (Chalcididae). De wetenschappelijke naam is voor het eerst geldig gepubliceerd in 1868 door Holmgren.